# Aristophon d'Azénia
Aristophon (en grec ancien : Ἀριστοφῶν), dit Aristophon d'Azénia (en), est un stratège athénien.
Il a vécu environ et après la fin de la guerre du Péloponnèse.